# Sự cố vỡ đập Machchu 1979
Sự cố vỡ đập Machchu hayhảm họa Morbi là một thảm họa lũ lụt liên quan đến đập xảy ra vào ngày 11 tháng 8 năm 1979, ở Ấn Độ. Đập Machchu-2, nằm trên sông Machchu bị vỡ khiến nước ập vào thị trấn Morbi (nay thuộc huyện Morbi của Gujarat, Ấn Độ). Số người thiệt mạng đã ước tính dao động từ 1800 đến 26000 người. Con đập này được xây dựng gần Rajkot ở Gujarat, Ấn Độ, trên sông Machhu vào tháng 8 năm 1972, là một cấu trúc hỗn hợp, bao gồm một đập tràn trong đoạn sông và kè đất trên cả hai mặt. 
Nguyên nhân của sự cố là những trận mưa lớn ở đầu nguồn, khiến con đập đắp bằng đất dài 4 km này bị vỡ ra. Khả năng thiết kế của đập chỉ chịu được  lưu lượng 5.663 m3/s trong khi trận mưa lớn năm đó làm lưu lượng lên đến 16.307 m3/s, gấp 3 lần sức chịu đựng của công trình này.